# العلاقات السويدية الليبية
العلاقات السويدية الليبية هي العلاقات الثنائية التي تجمع بين السويد وليبيا.

## مقارنة بين البلدين
هذه مقارنة عامة ومرجعية للدولتين:
| وجه المقارنة                                              | السويد                                                                               | ليبيا                                       |
| --------------------------------------------------------- | ------------------------------------------------------------------------------------ | ------------------------------------------- |
| المساحة (كم2)                                             | 450.30 ألف                                                                           | 1.76 مليون                                  |
| عدد السكان (نسمة)                                         | 10.16 مليون                                                                          | 6.37 مليون                                  |
| الكثافة السكانية (ن./كم²)                                 | 22.56                                                                                | 3.62                                        |
| العاصمة                                                   | ستوكهولم                                                                             | طرابلس                                      |
| اللغة الرسمية                                             | اللغة السويدية، لغات السامي، اللغة الفنلندية، منكيلي، اللغة الرومنية، اللغة اليديشية | اللغة العربية، اللغة العربية الفصحى الحديثة |
| العملة                                                    | كرونة سويدية                                                                         | دينار ليبي                                  |
| الناتج المحلي الإجمالي (بليون دولار)                      | 538.04 مليار                                                                         | 50.98 مليار                                 |
| الناتج المحلي الإجمالي (تعادل القوة الشرائية) بليون دولار | 469.01 مليار                                                                         | 69.32 مليار                                 |
| الناتج المحلي الإجمالي الاسمي للفرد دولار أمريكي          | 50.58 ألف                                                                            |                                             |
| الناتج المحلي الإجمالي للفرد دولار أمريكي                 | 45.30 ألف                                                                            | 15.60 ألف                                   |
| مؤشر التنمية البشرية                                      | 0.907                                                                                | 0.724                                       |
| رمز المكالمات الدولي                                      | +46                                                                                  | +218                                        |
| رمز الإنترنت                                              | .se                                                                                  | .ly                                         |
| المنطقة الزمنية                                           | توقيت وسط أوروبا، ت ع م+01:00، ت ع م+02:00، أوروبا/ستوكهولم ‏                         | ت ع م+02:00، توقيت شرق أوروبا               |

## منظمات دولية مشتركة
يشترك البلدان في عضوية مجموعة من المنظمات الدولية، منها:
| علم المنظمة | اسم المنظمة                        | تاريخ انضمام السويد | تاريخ انضمام ليبيا |
| ----------- | ---------------------------------- | ------------------- | ------------------ |
|             | مؤسسة التنمية الدولية              | 24 سبتمبر 1960      | 1 أغسطس 1961       |
|             | يونسكو                             | 23 يناير 1950       | 27 يونيو 1953      |
|             | وكالة ضمان الاستثمار متعدد الأطراف | 12 أبريل 1988       | 5 أبريل 1993       |
|             | الأمم المتحدة                      | 19 نوفمبر 1946      | 14 ديسمبر 1955     |
|             | الاتحاد البريدي العالمي            | ?                   | ?                  |
|             | البنك الدولي للإنشاء والتعمير      | 31 أغسطس 1951       | 17 سبتمبر 1958     |
|             | الاتحاد الدولي للاتصالات           | 1866                | 3 فبراير 1953      |
|             | منظمة حظر الأسلحة الكيميائية       | ?                   | ?                  |
|             | مؤسسة التمويل الدولية              | 20 يوليو 1956       | 18 سبتمبر 1958     |
|             | منظمة الشرطة الجنائية الدولية      | ?                   | ?                  |
|             | البنك الإفريقي للتنمية             | ?                   | ?                  |

## وصلات خارجية
- موقع وزارة الخارجية السويدية
- موقع وزارة الخارجية الليبية